# 宇奈月站
宇奈月站（日语：／ Unazuki eki */?）是位於日本富山縣黑部市黑部峽谷口，由黑部峽谷鐵道營運的本線車站，也是此條鐵路的起點車站。
車站距離富山地方鐵道本線的宇奈月溫泉站僅約200公尺。

## 歷史
1923年日本电力為利用黑部川上游的水力資源發電，開始在黑部峽谷規劃興建搬運物資使用的鐵路，1925年6月25日工程用軌道開通，1926年10月23日變更為日本電力專用鐵道，宇奈月車站也開始啟用，但此時期的車站僅是電力公司的運輸設施，並未對外開放。
1940年代日本電力因被駐日盟軍總司令部認定為壟斷企業後遭到拆解，此段鐵路最終在1950年代被整併至關西電力。
1953年11月16日關西電力依據《地方鐵道法》在此段鐵路開設客運業務，宇奈月站開始成為經營旅客運送業務的車站。關西電力後在1971年7月1日將此段鐵路拆至新設立的黑部峽谷鐵道公司。
1992年4月宇奈月站車站站房完成翻新。

## 車站構造
車站是一座地面車站，站前設有停車場，車站內設有1面2線的島式月台，並設有多條引込線。通過檢票口後步行樓梯向下一層便到達月台
站房建築的特色為三角形屋頂，內可接待團體客。

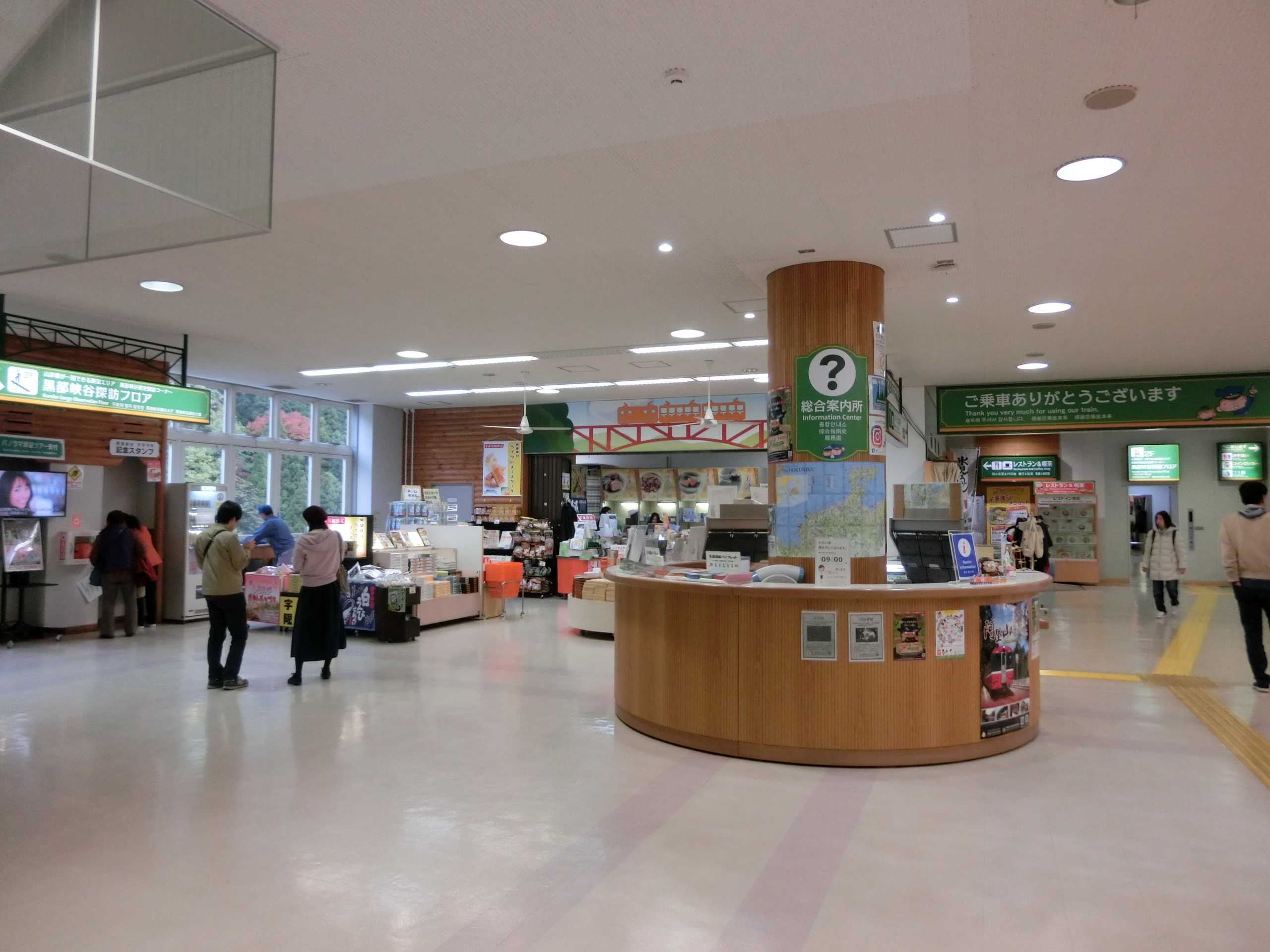
車站內部(2019年11月)
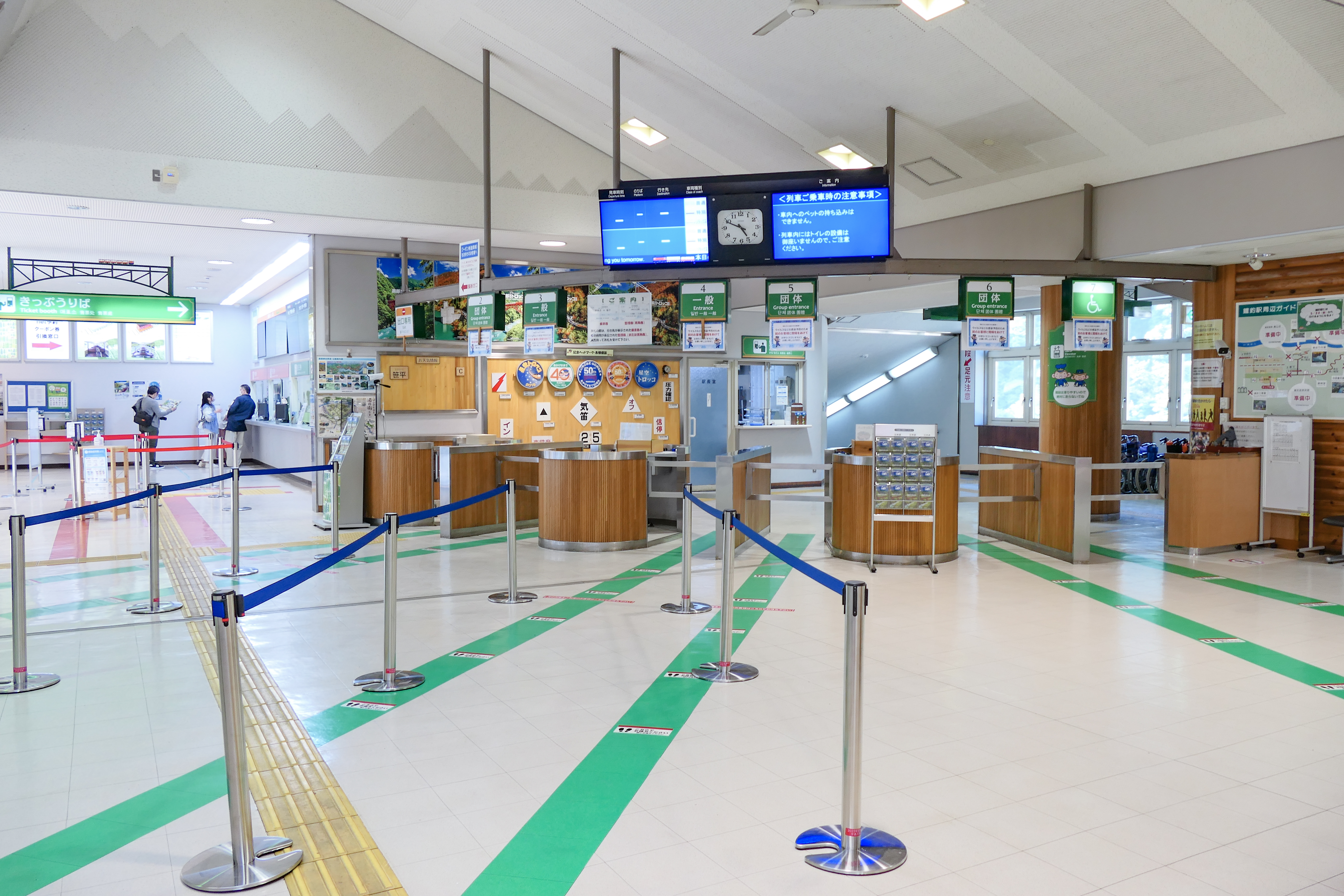
驗票口（2022年5月）
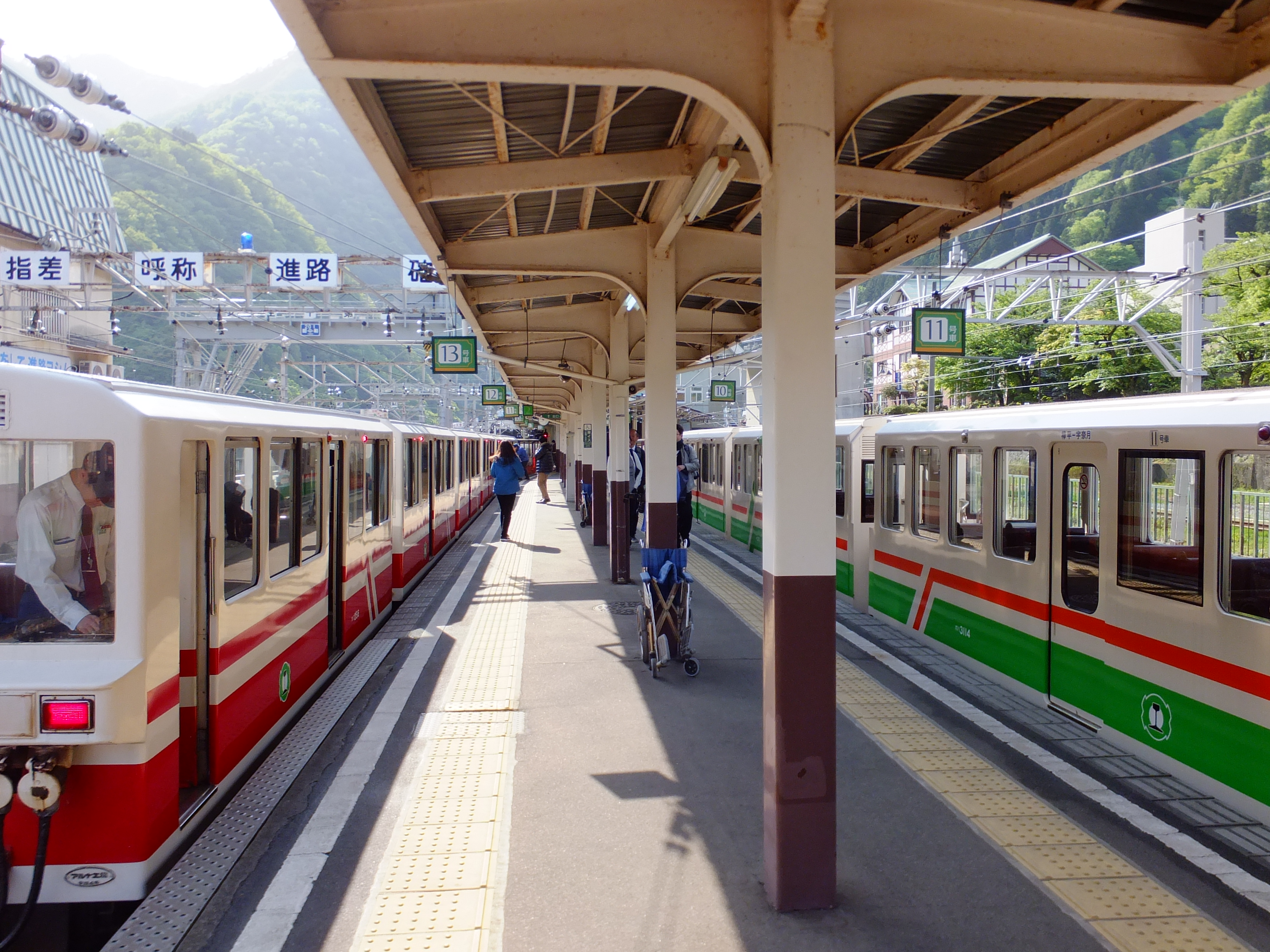
月台(2018年5月)
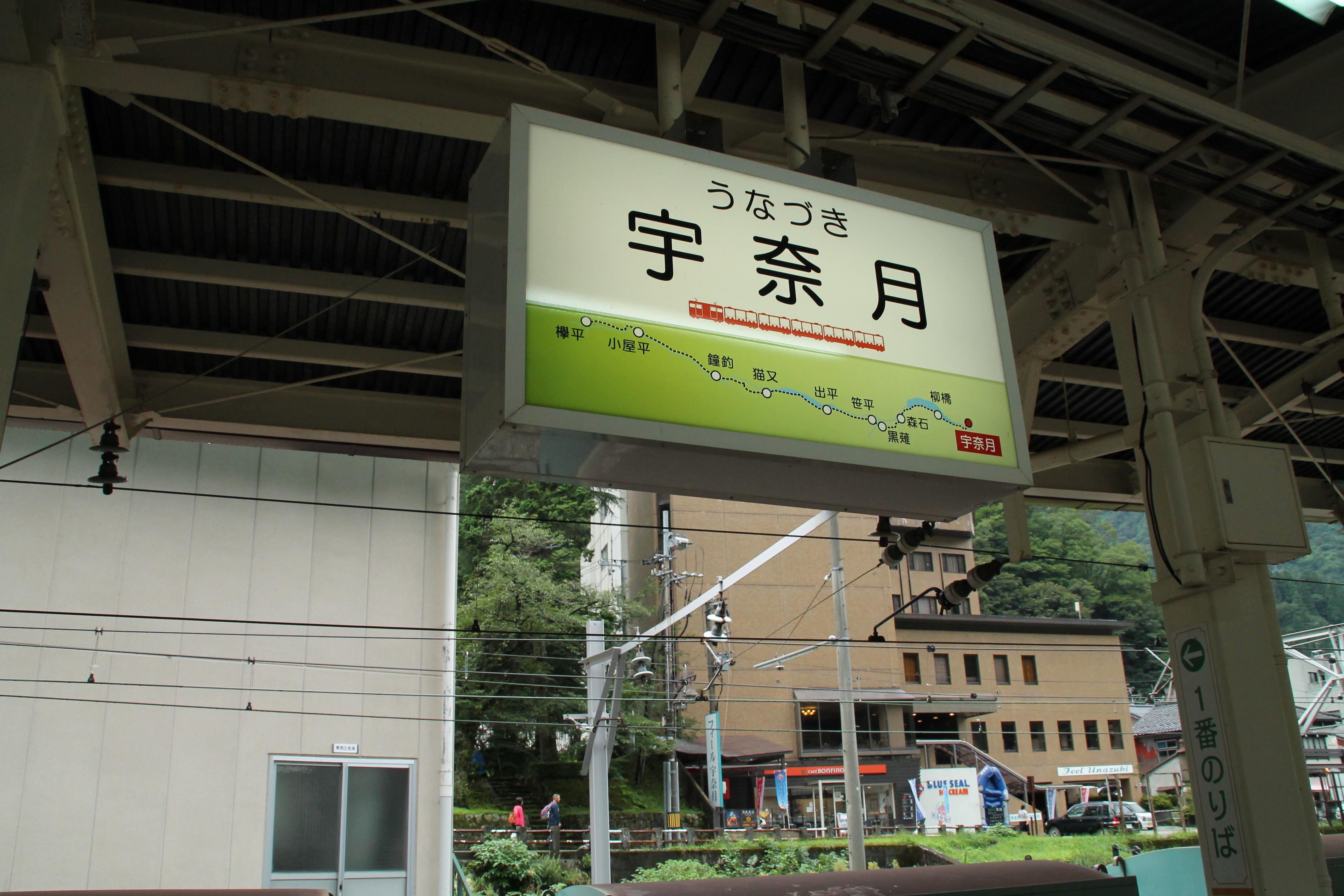
站名牌(2014年8月)
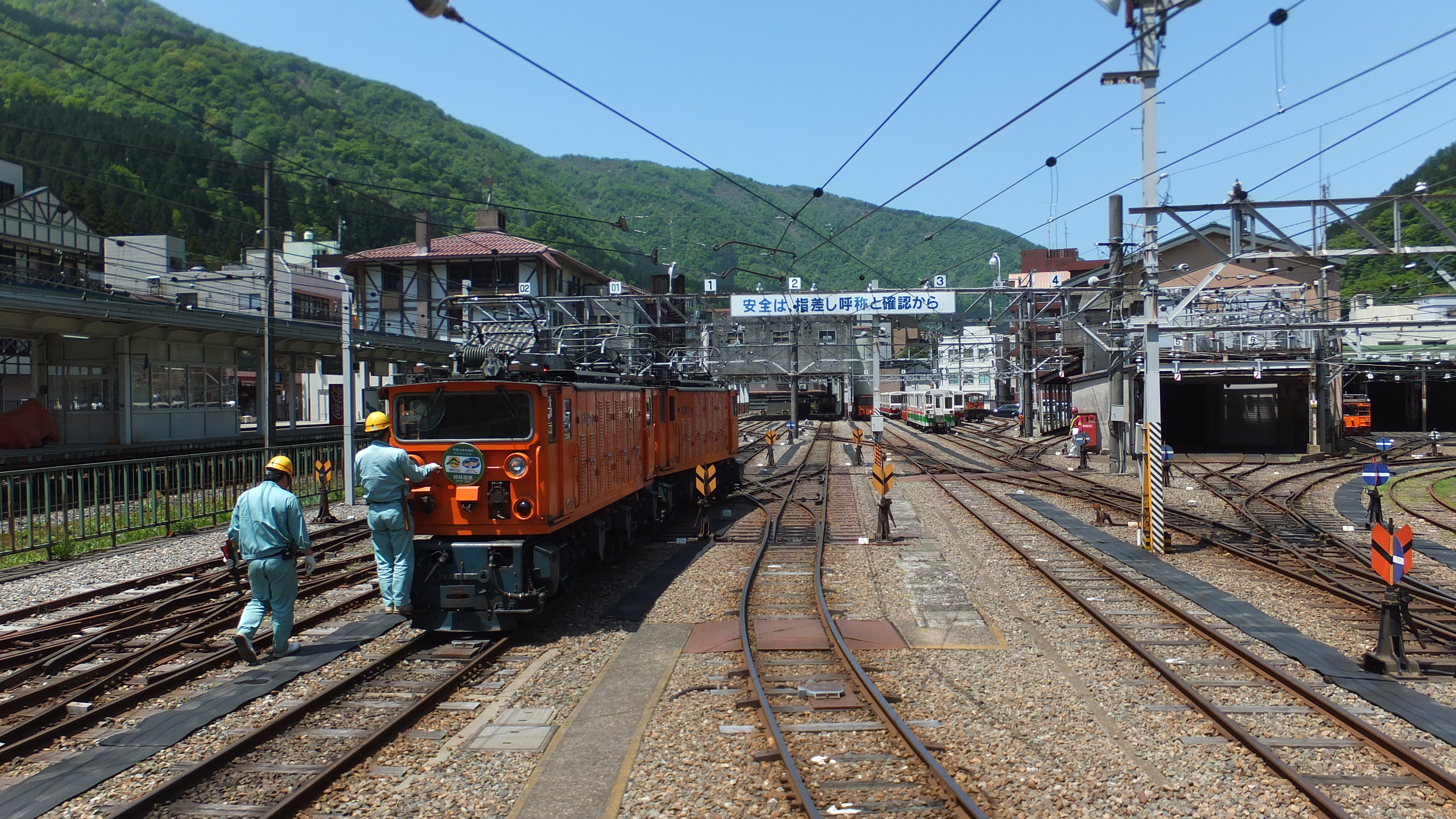
車站西邊的引込線。左邊是富山地方鐵道宇奈月溫泉站
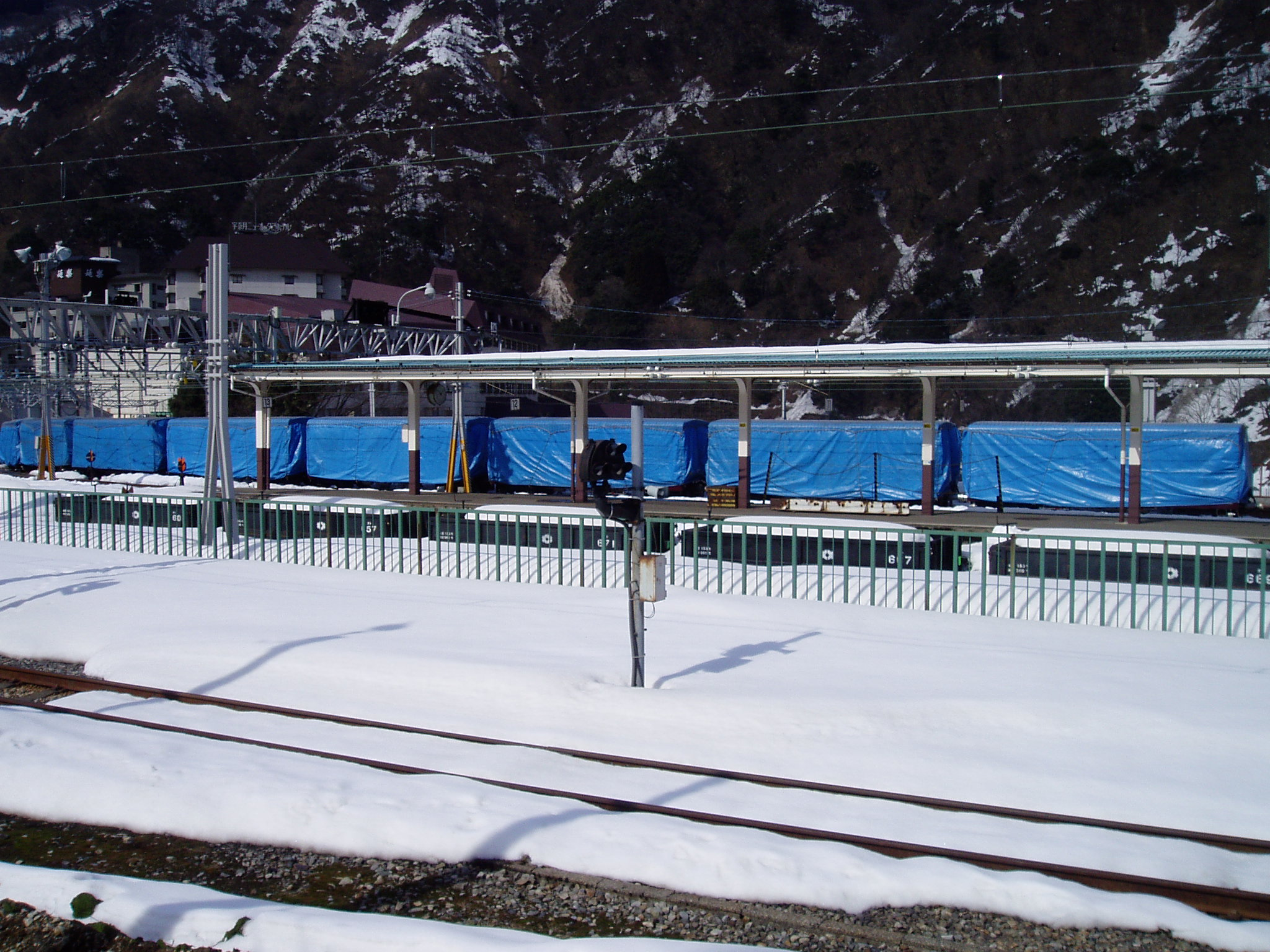
在冬季封閉中的宇奈月站。車輛被膠布覆蓋。

## 車站周邊
- 宇奈月溫泉
- 黑部川電氣紀念館 - 正面展示了EB形電力機車（EB5）。
- 施蓮娜美術館
- 小火車廣場 - 在2013年退役的ED11號電力機車（日语：黒部峡谷鉄道ED形電気機関車）和客車HaFu10於該處展示。
- 山彥展望台 - 望向新山彥橋的地方
- 山彥遊步道[3] - 隨著建設宇奈月水壩（日语：宇奈月ダム），黑部峽谷鐵道本線改用新線，舊線變成遊步道。

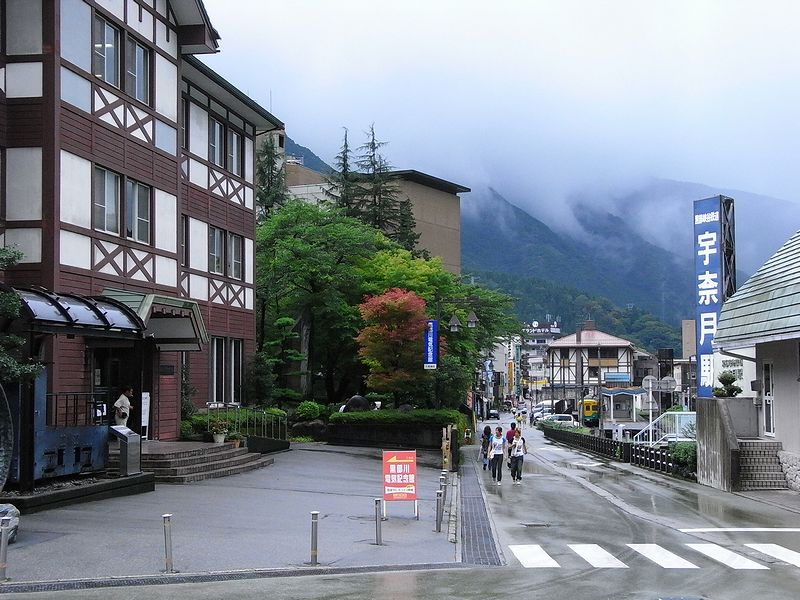
宇奈月站前的樣子（2008年8月21日）
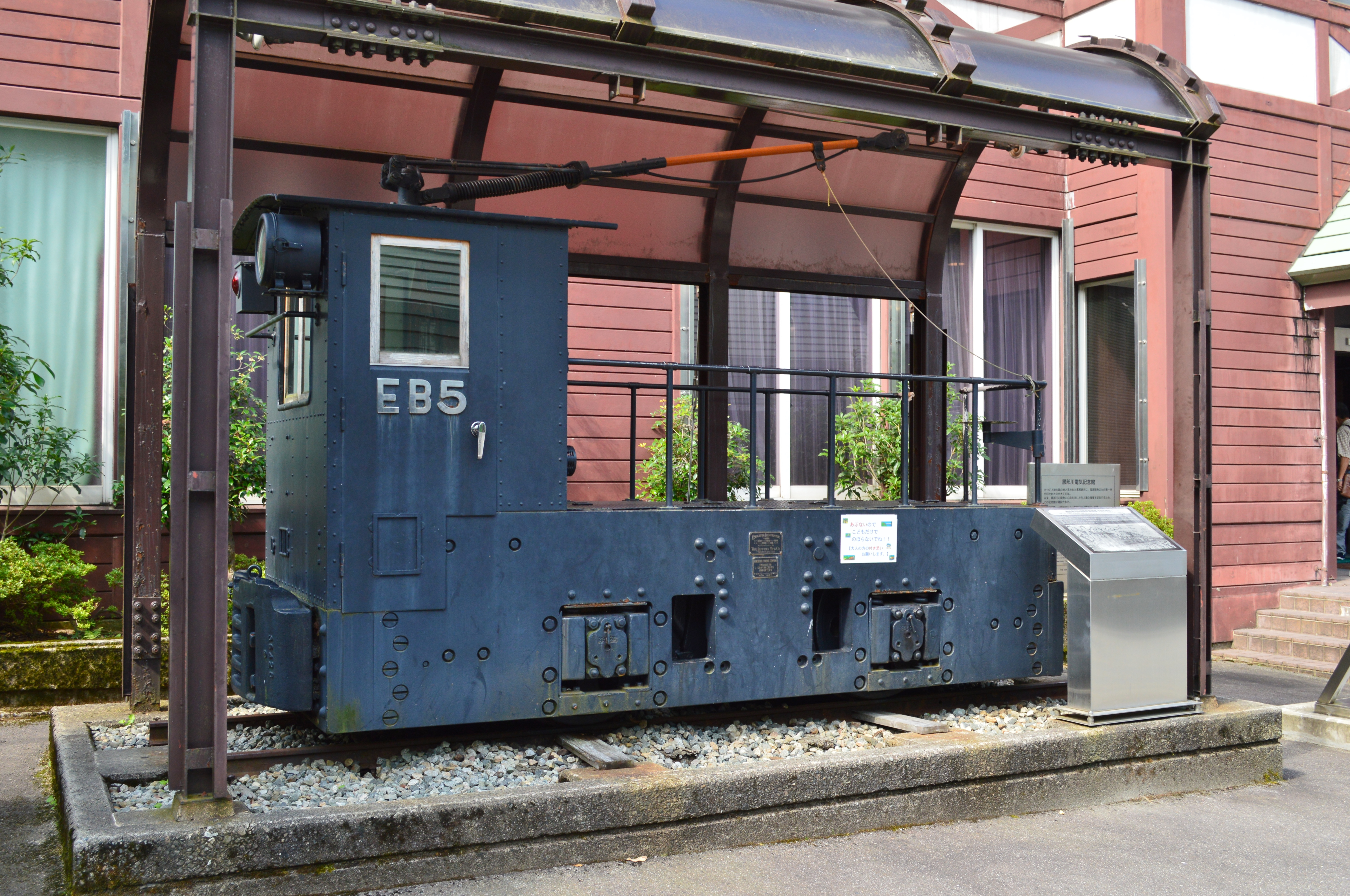
黑部川電氣紀念館前的EB5
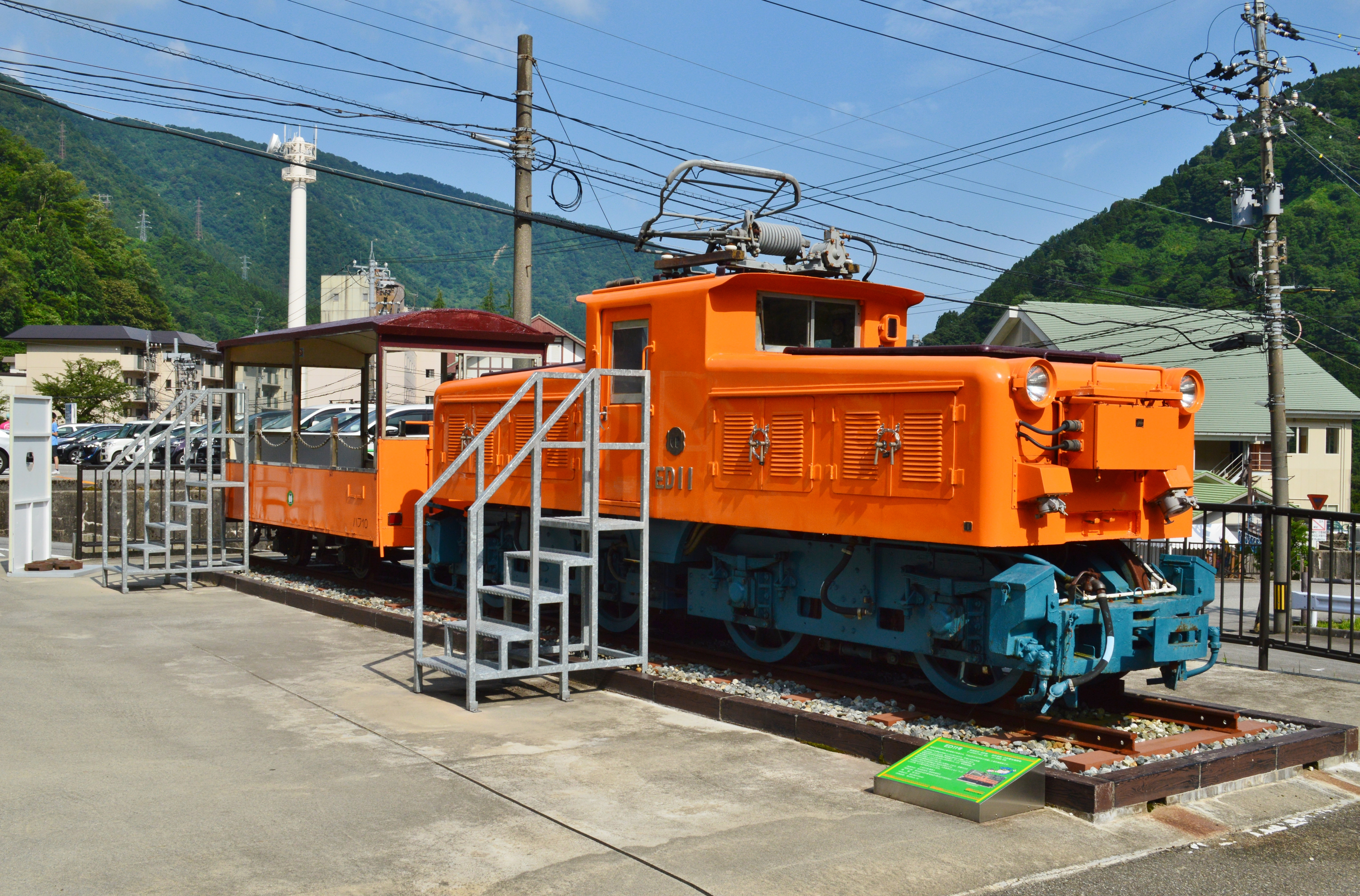
小火車廣場的ED11

## 相鄰車站
黑部峽谷鐵道
本線
關西電力專用列車
宇奈月－柳橋
旅客列車
宇奈月－黑薙

## 注腳
1. 1 2 3 4 5  川島 2010，第87頁.
2. 1 2 3 4  朝日 2011，第25頁.
3. ↑  とやま観光ナビ 山彦橋・山彦遊歩道 （页面存档备份，存于）（日語） - 富山觀光推進機構

## 外部連結
- 宇奈月站 （页面存档备份，存于）（日語） - 黑部峽谷鐵道
- 你的站前物語 宇奈月站（富山縣） （页面存档备份，存于）（日語） - 朝日電視台